# District de Mường Tè
Mường Tè est un district rural de la province de Lai Châu dans la région du Nord-ouest du Viêt Nam. 

## Géographie
La superficie du district est de 2 679,34 km2. 
Le chef-lieu du district est Mường Tè.